# Idaea herbuloti
Idaea herbuloti är en fjärilsart som beskrevs av Ramon Agenjo Cecilia 1952. Idaea herbuloti ingår i släktet Idaea och familjen mätare. Inga underarter finns listade i Catalogue of Life.